# Lutherkirche (Radebeul)

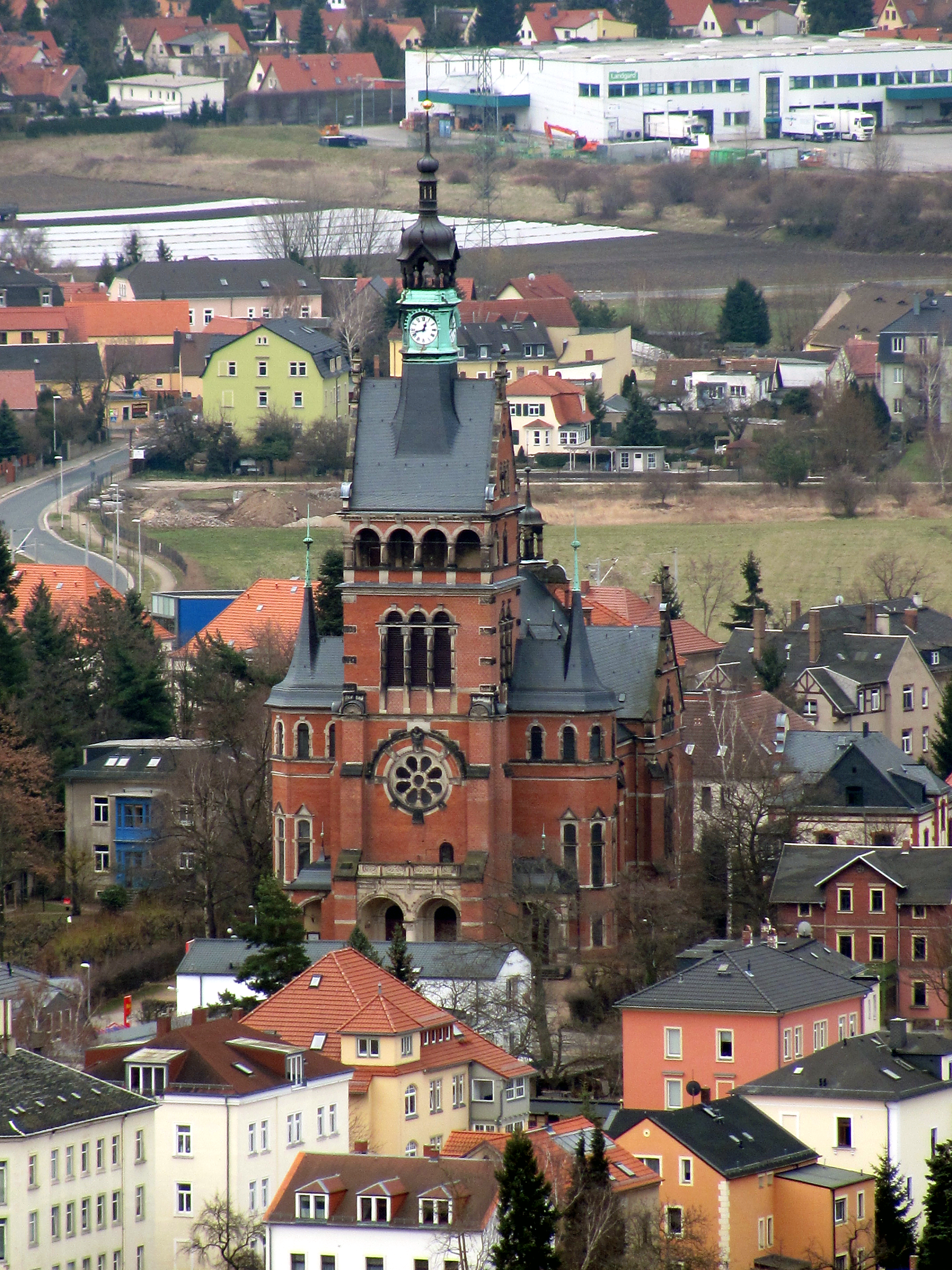
Lutherkirche Radebeul-Ost, von der Krone des Bismarckturms aus

Die Lutherkirche, ehemals Kirche zu Radebeul, ist eine evangelisch-lutherische Kirche an der Meißner Straße im sächsischen Radebeul-Ost. Die Adresse ist Kirchplatz 1, sie liegt zwischen Meißner Straße 99 und 101 (Villa Henriette). Als eines der in Radebeul seltenen Gebäude mit Backstein-Sichtmauerwerk wird die Lutherkirche auch Rote Kirche genannt. Der für die Kirchgemeinde gleichzeitig mit dem Kirchbau angelegte Begräbnisplatz ist der auch Lutherfriedhof genannte Friedhof in Radebeul-Ost, Luftlinie etwa 700 Meter entfernt auf der anderen Seite der Bahnlinie.

## Geschichte

Kirche für die Lößnitz, Entwurf von Ernst Ziller, 1865

Lutherkirche, Schaubild von 1891. Rechts die Villa Henriette

1839 kam das neugegründete Oberlößnitz zum Kirchspiel Kaditz hinzu, das auch für Radebeul und Serkowitz zuständig war. 1854 wurde in der neuerrichteten Oberlößnitzer Schule ein Betsaal eingerichtet, in dem in der Folgezeit immer häufiger Gottesdienste abgehalten wurden. So entstand in den östlichen Lößnitzgemeinden der Wunsch nach einer eigenen Parochie, die am 1. Juli 1890 gebildet wurde.
Einen 1865 von Ernst Ziller unaufgefordert vorgelegten Entwurf für eine Kirche im Byzantinischen Stil verwerfend, schrieb die Gemeinde 1890 noch vor ihrer offiziellen Konstituierung einen Wettbewerb zwischen den Dresdner Architekturbüros Giese & Weidner sowie Schilling & Graebner aus.
Im Gegensatz zu ihrem akademischen Lehrer Karl Weißbach, der die Friedenskirche im nahegelegenen Kötzschenbroda noch im Stil der durch das Eisenacher Regulativ empfohlenen Neogotik umgebaut hatte, entwarfen Schilling & Graebner den Kirchenneubau ganz im Stil der Neorenaissance. Diesen Architekturstil hatten die beiden Architekten mit dem 1891 fertiggestellten Rathaus der damaligen Gemeinde Pieschen erst in Dresden eingeführt. Für Kirchenbauten war er vorher noch nicht verwendet worden.
Im Jahr 1891 wurde für die durch die Dresdner Architekten Schilling & Graebner entworfene evangelisch-lutherische Kirche der Grundstein gelegt, kurz nach der Eröffnung des neugeschaffenen Friedhofs Radebeul-Ost, der Bau wurde durch die Baumeister Wilhelm Eisold aus Serkowitz und Rudolf Baron aus Dresden durchgeführt. Die Einweihung erfolgte am 30. November 1892 als Kirche zu Radebeul. Das Kirchenprojekt wurde von den Architekten bereits während der Bauzeit der Fachwelt präsentiert und von dieser mit hohem Interesse verfolgt, unter anderem auf der Berliner Kunstausstellung 1891. Mit dem erfolgreichen Abschluss der Baumaßnahmen wurde diese Kirche zum ersten Kirchenbau der später als vielbeschäftigte Kirchenbaumeister bekanntgewordenen Architektengemeinschaft Schilling & Graebner.
Seit 1934, nach einem umfangreichen Umbau im Inneren durch den Architekten Alfred Tischer, wird zu Ehren des Reformators Martin Luther der Name Lutherkirche verwendet. Heute steht die Kirche unter Denkmalschutz.
1973 wurde die ursprüngliche „ungewöhnlich helle Farbigkeit“ wieder hergestellt.
Mit Wirkung zum 2. Januar 2021 schließen sich die Gemeinden der Radebeuler Friedenskirche, der Radebeuler Lutherkirche, der Reichenberger Kirche sowie der Moritzburger Kirche zu einem Kirchspiel zusammen, das den vorläufigen Namen Evangelisch-Lutherisches Kirchspiel Radebeul-Reichenberg-Moritzburg trägt.

## Lage

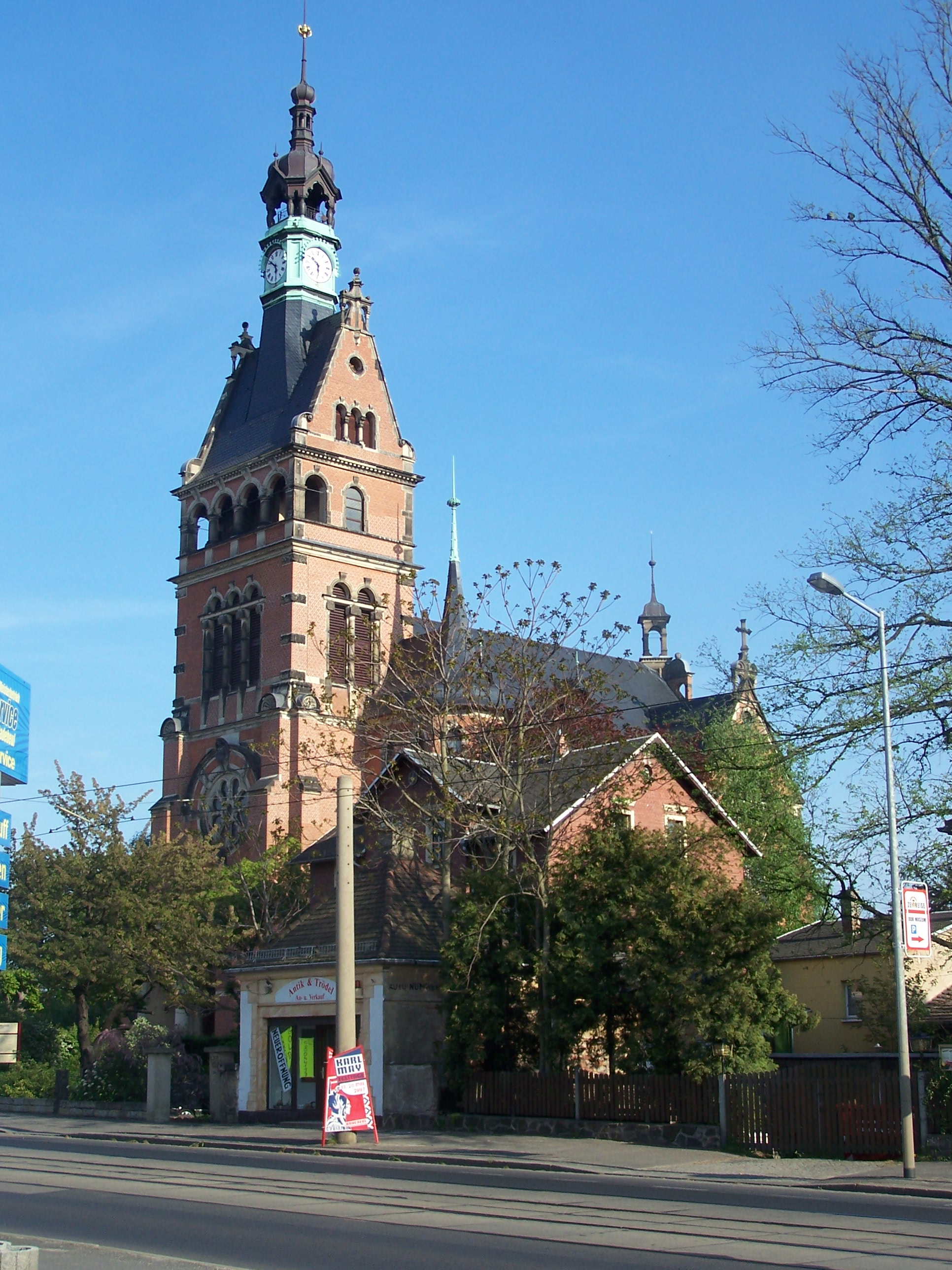
Lutherkirche Radebeul-Ost

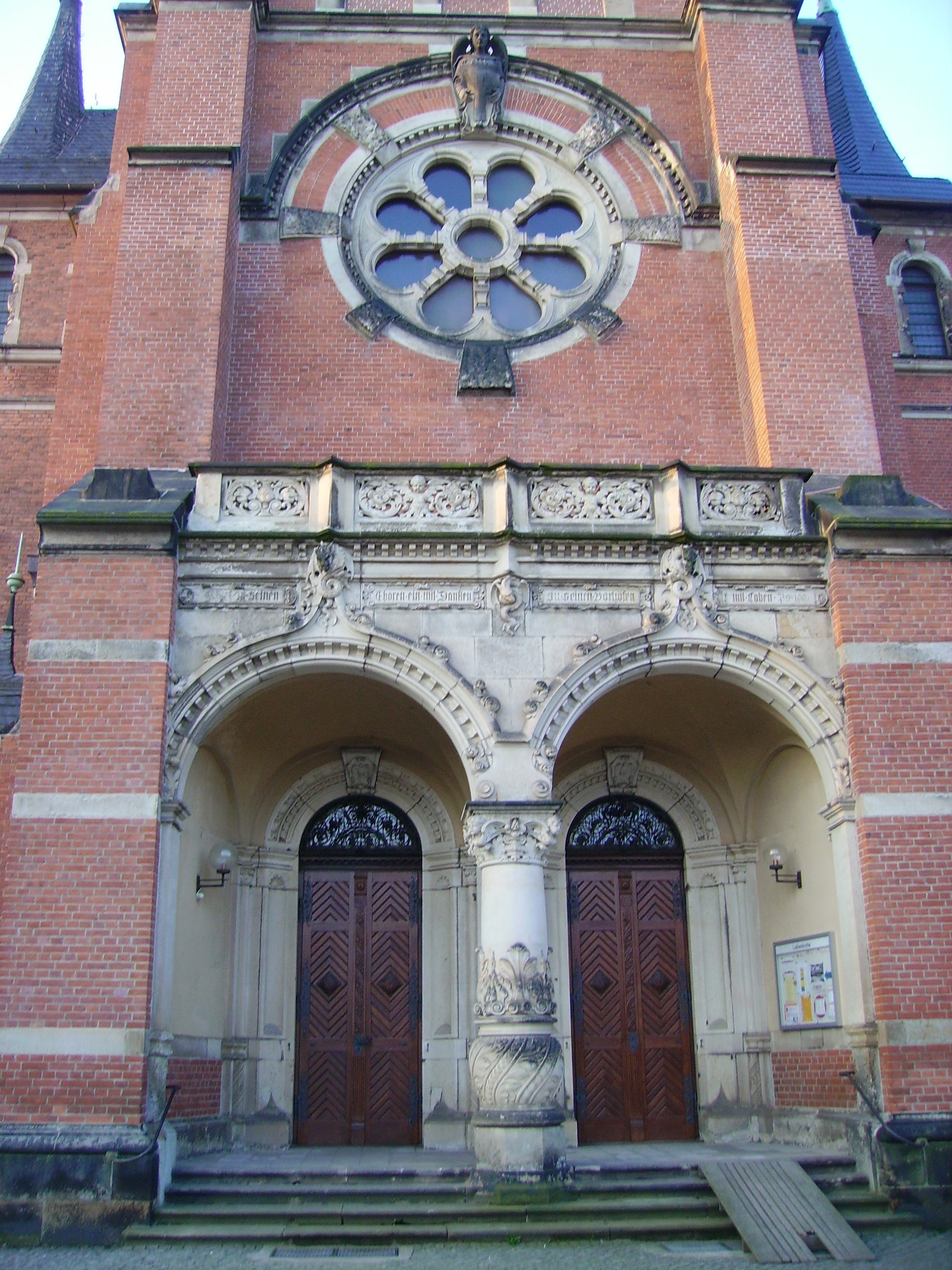
Portal der Lutherkirche

Die Lutherkirche liegt am Rande einer gleich südlich verlaufenden Elb-Schwemmsandterrasse. Südlich des Kirchenstandorts verläuft in etwa 250 m Luftlinie die 1839 eröffnete Ferneisenbahnverbindung Leipzig–Dresden, während unmittelbar nördlich des Kirchenstandorts die Meißner Straße, also die Post- und Chausseeverbindung von Dresden über Meißen nach Leipzig, verläuft. Aufgrund dieser beiden Sicht-Ausgangspunkte erfolgte die Ausrichtung der Kirche in Nord-Süd-Richtung sowie die „repräsentative Gestaltung des Chores und der Turmfront“, die sich mit dem Eingangsportal und dem davorliegenden Freiraum des Kirchplatzes unmittelbar zur Meißner Straße öffnet.

### Kirchplatz
Die Lutherkirche steht auf dem auch als Adresse gewidmeten Kirchplatz (eine denkmalpflegerische Nebenanlage). Dieses rechteckige Kirchengrundstück liegt an der Meißner Straße zwischen den Hausnummern 99 und 101. Die Lutherkirche belegt dort die Adresse Kirchplatz 1.
Auf der Blockrückseite an der Karl-May-Straße belegt der Kirchplatz die Grundstücke der zugeordneten Nrn. 9 und 11. Während die Nummer 9 frei ist und den Durchgang zur Kirche und zur Meißner Straße bietet, ist die ehemals auch als Karl-May-Straße 11 vergebene Adresse bebaut. Es steht dort das Pfarrhaus der Luthergemeinde, heute unter der Postadresse Kirchplatz 2.

## Architektur

### Außenansicht
Der Stil des Kirchenbaus erinnert an Formen deutscher Renaissance des 16. Jahrhunderts im Elbtal. Als Material wurde hart gebrannter, dunkelroter Ziegel verwendet, der am Sockel und in den Gliederungen durch hellgelben Sandstein aufgelockert wird. Die Dächer sind verschiefert, die Turmspitze besteht aus Kupferblech.
Der Saalbau der Kirche steht über einem kreuzförmigen Grundriss mit einem mittigen, hohen Turm im Norden. Dessen querliegendes Satteldach trägt einen Dachreiter mit Uhr und kleiner Laterne. Seitlich des Turms stehen zwei niedrige Treppenhausanbauten, die durch Spitzhelme abgeschlossen werden. Hinter dem Eingangsportal öffnet sich eine hohe Turmhalle mit einer Mittelsäule. Über dem Portal befinden sich ein Radfenster, darüber Rundbogenfenster sowie rundbogige Arkaden mit Öffnungen zur nördlichen Hälfte des Turmkopfs.
Das Kirchenschiff wie auch das kurze Querhaus am Ende des Schiffs tragen ebenfalls Satteldächer. Die Fenster im Schiff stehen zwischen Strebepfeilern. Das Schiff wird am Giebel zum Chor durch einen durchbrochenen Staffelgiebel verziert, auf dem sich ein um 45 ° gedrehter Dachreiter befindet. Der polygonale hohe Chor in Form einer Apsis wird beidseitig durch niedrige Kapellen mit sechsseitigen Zeltdächern gefasst.

### Innengestaltung

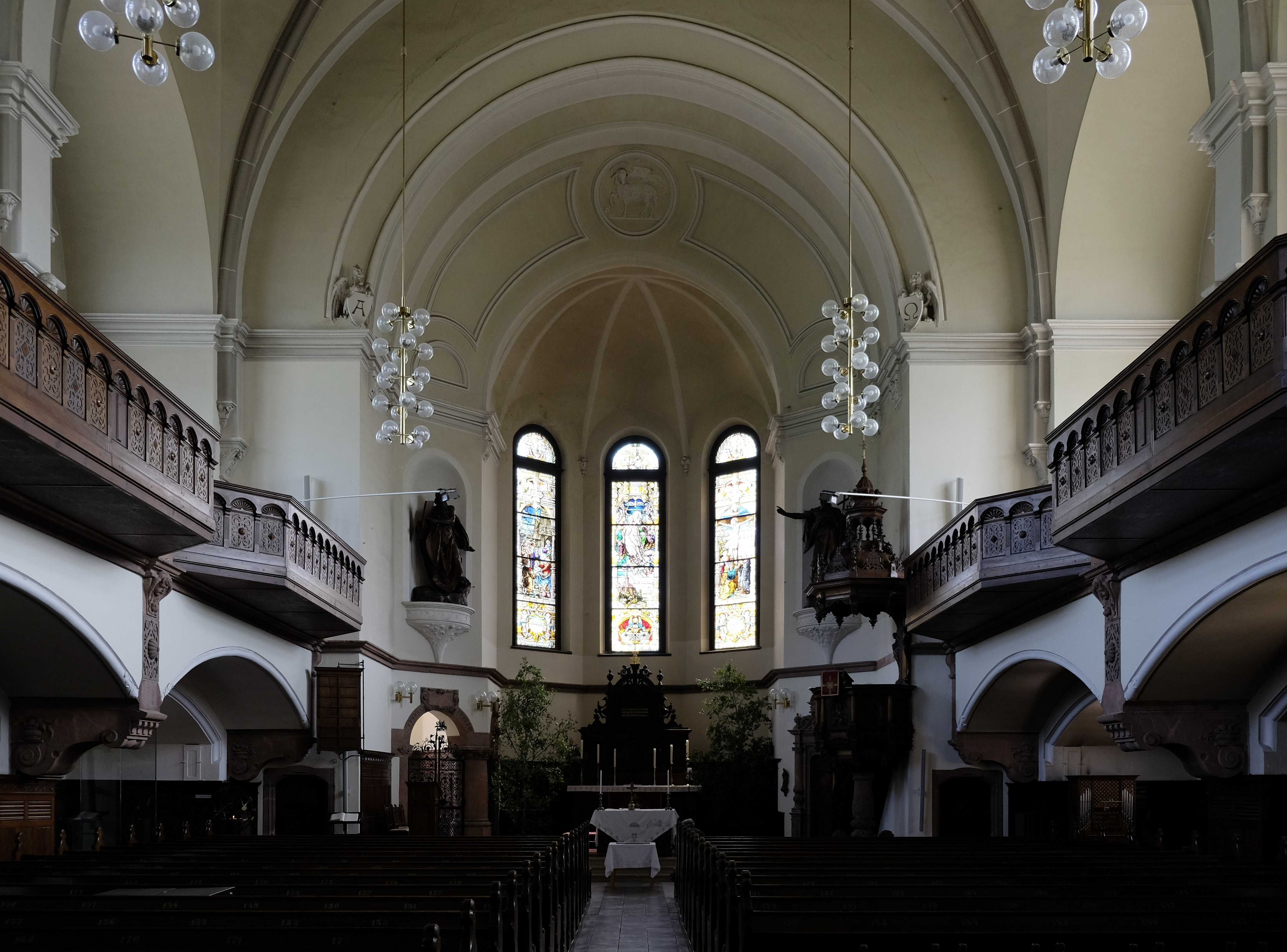
Ansicht zum Chor

Im Inneren hat das Kirchenschiff ein weites Tonnengewölbe mit Stichkappen und Kreuzrippen. Zum Turm hin steht eine Orgelempore, die in das erste Joch hineinragt, und auch auf den beiden Seiten befinden sich Emporen, die über flachen Stichkappen auf weit vortretenden Kragsteinen aufliegen. Der Übergang zum niedrigeren Altarraum wie auch zu der Apsis werden durch sich verengende Gurtbögen gebildet. Rechts im Altarraum führt eine Portaltür in den sich außen anschließenden Kapellenanbau, der die sechseckige Sakristei beherbergt, während auf der linken Seite die Taufkapelle durch die mit einer schmiedeeisernen Gittertür verzierte Rundbogenöffnung zu sehen ist.
In der Apsis steht ein kleiner Retabelaltar. Schräg darüber stehen auf Konsolen im Triumphbogen zur Apsis überlebensgroße Holzschnitz-Figuren von Moses und Johannes dem Täufer, die von dem bis 1920 in Radebeul lebenden Bildhauer Richard König geschaffen wurden. Die Chorfenster, deren mittleres von Karl May gestiftet wurde, schuf die Glasmalanstalt Urban & Goller in Dresden.
Hervorzuheben sind auch noch die große hölzerne Kanzel mit einem aufwendigen Korb sowie einem Schalldeckel mit hohem Aufsatz, das Lesepult und der Taufstein nach Entwürfen des Bildhauers Curt Roch. 1934 wurden die Kandelaber entfernt und der Stuck reduziert. Durch die Vergrößerung des Orgelprospekts im gleichen Jahr wurde das Westfenster verdeckt.

## Orgel
Bereits 1892 erbauten die Gebrüder Bruno & Emil Jehmlich eine Orgel. Diese hatte 26 Register auf zwei Manualen und Pedal. 1934 wurde der Prospekt vergrößert und die Orgel um acht Register erweitert. Von 1953 bis 1968 wurde die Orgel durch Otto & Rudolf Jehmlich in 3 Bauabschnitten neu gebaut. Heute hat sie 35 Register auf drei Manualen und Pedal. Die Disposition lautet:
| I Hauptwerk C–a3 |       |
| Quintatön        | 16′   |
| Prinzipal        | 8′    |
| Gemshorn         | 8′    |
| Oktave           | 4′    |
| Quinte           | 2 ⁄3′ |
| Oktave           | 2′    |
| Cornett III      |       |
| Mixtur V         |       |
| Trompete         | 8′    |

| II Rückpositiv C–a3 |       |
| Gedackt             | 8′    |
| Quintatön           | 8′    |
| Prinzipal           | 4′    |
| Rohrflöte           | 4′    |
| Oktave              | 2′    |
| Gemshörnlein        | 2′    |
| Quinte              | 1 ⁄3′ |
| Glöcklein           | 1′    |
| Sesquialter II      |       |
| Zymbel III–IV       |       |
| Singend Regal       | 8′    |
| Tremulant           |       |

| III Brustwerk C–a3  |    |
| Rohrgedackt         | 8′ |
| Spitzflöte          | 4′ |
| Blockflöte          | 2′ |
| Klingende Zimbel II |    |
| Krummhorn           | 8′ |
| Tremulant           |    |

| Pedal C–f1      |     |
| Prinzipalbaß    | 16′ |
| Subbaß          | 16′ |
| Oktavbaß        | 8′  |
| Gedacktbaß      | 8′  |
| Gemshorn        | 4′  |
| Großzink IV     |     |
| Choralmixtur IV |     |
| Posaune         | 16′ |
| Trompetenbaß    | 8′  |
| Clarine         | 4′  |

- Koppeln: II/I, III/I, III/II, I/P, II/P, III/P

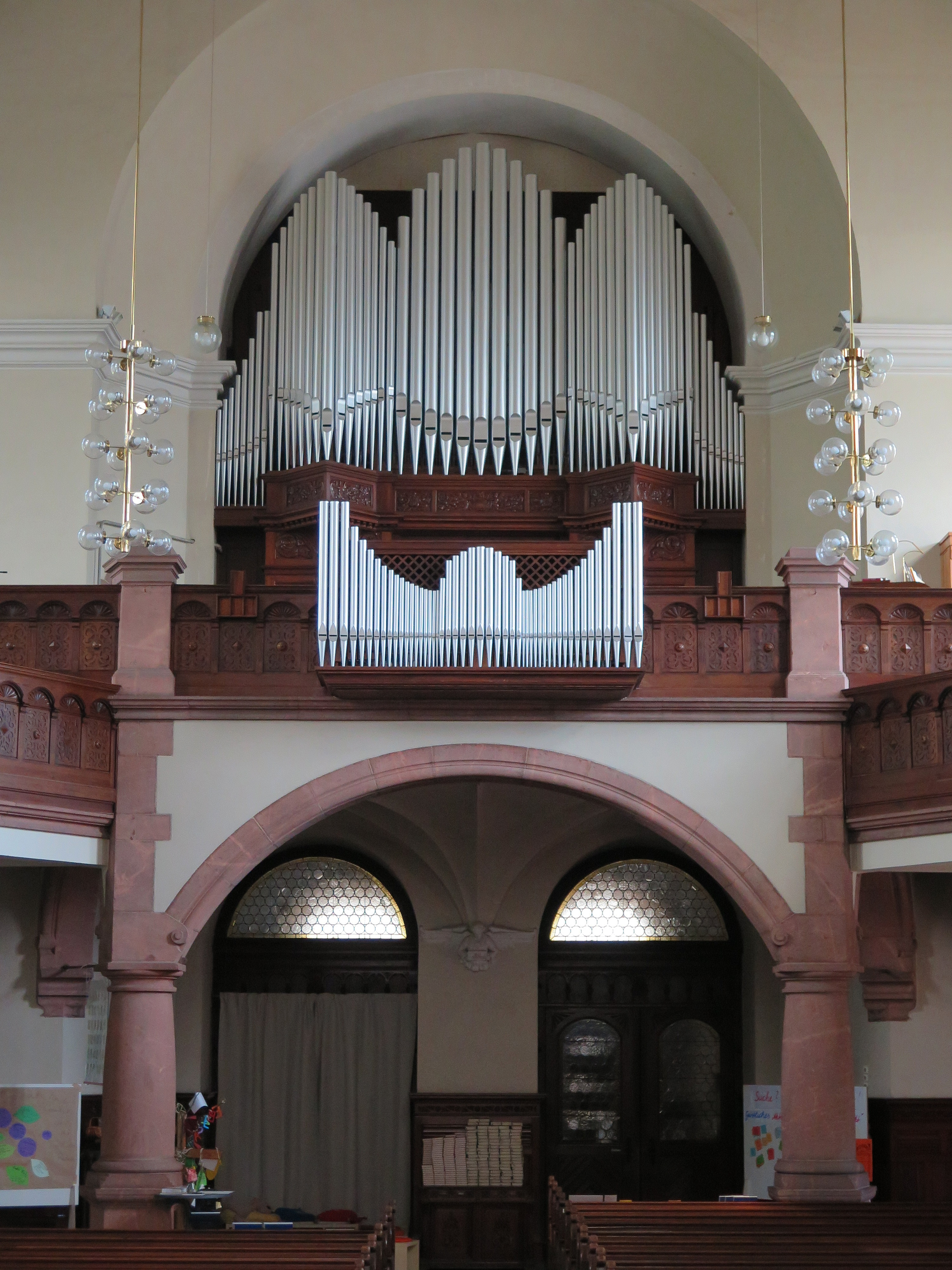
Jehmlich-Orgel (2017)
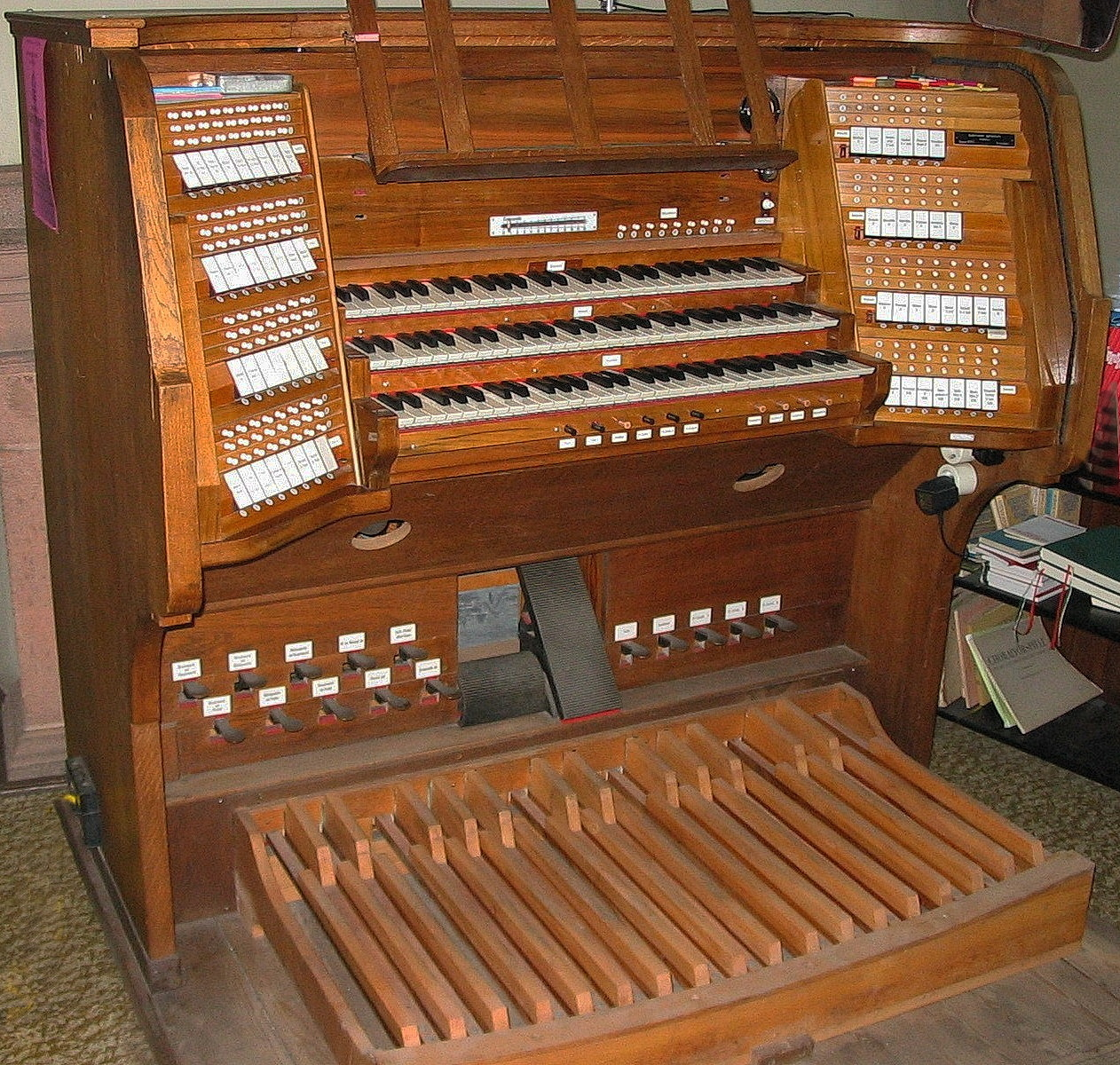
Alter Jehmlich-Spieltisch
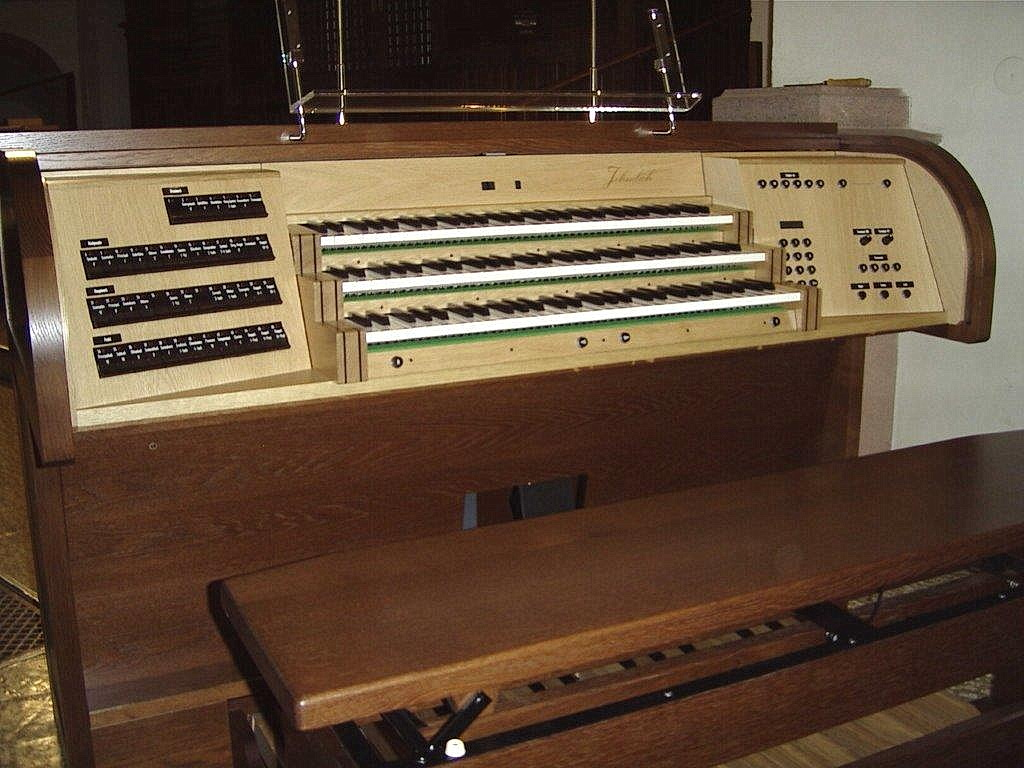
Neuer Jehmlich-Spieltisch

## Geläut

### Vorgängergeläut
Das erste Vorgängergeläut aus dem Jahr 1890 bestand aus drei Bronzeglocken und wurden in Dresden von C.Albert Bierling gegossen. Die Gesamtkosten betrugen 9.476,25 Goldmark. Am 11. Dezember 1890 wurden alle drei Glocken gegossen und zwei Tage später ausgeliefert. Am 23. Dezember 1890 erfolgte die feierliche Weihe unter freien Himmel, da der Kirchenbau noch nicht abgeschlossen war. Erst im Sommer 1892 konnten die Glocken im Turm installiert werden. Am 28. November 1892 wurden die Glocken gemeinsam mit der Kirche in einem Festgottesdienst geweiht. Im Jahr 1917 mussten zwei Glocken als Metallspende im Ersten Weltkrieg abgegeben werden.
Im Folgenden eine Datenübersicht über das Geläut von 1890 bis 1917:
| Nr. | Gussdatum | Gießer                            | Durchmesser | Masse   | Schlagton | Verbleib                                                                   |
| --- | --------- | --------------------------------- | ----------- | ------- | --------- | -------------------------------------------------------------------------- |
| 1   | 1890      | Glockengießerei C.Albert Bierling | 1450 mm     | 1657 kg | des′      | 1917 Metallspende                                                          |
| 2   | 1890      | Glockengießerei C.Albert Bierling | 1150 mm     | 864 kg  | f′        | 1917 Metallspende                                                          |
| 3   | 1890      | Glockengießerei C.Albert Bierling | 960 mm      | 469 kg  | as′       | 1921 verkauft an Kirche Fremdiswalde, 1942 Metallspende und eingeschmolzen |

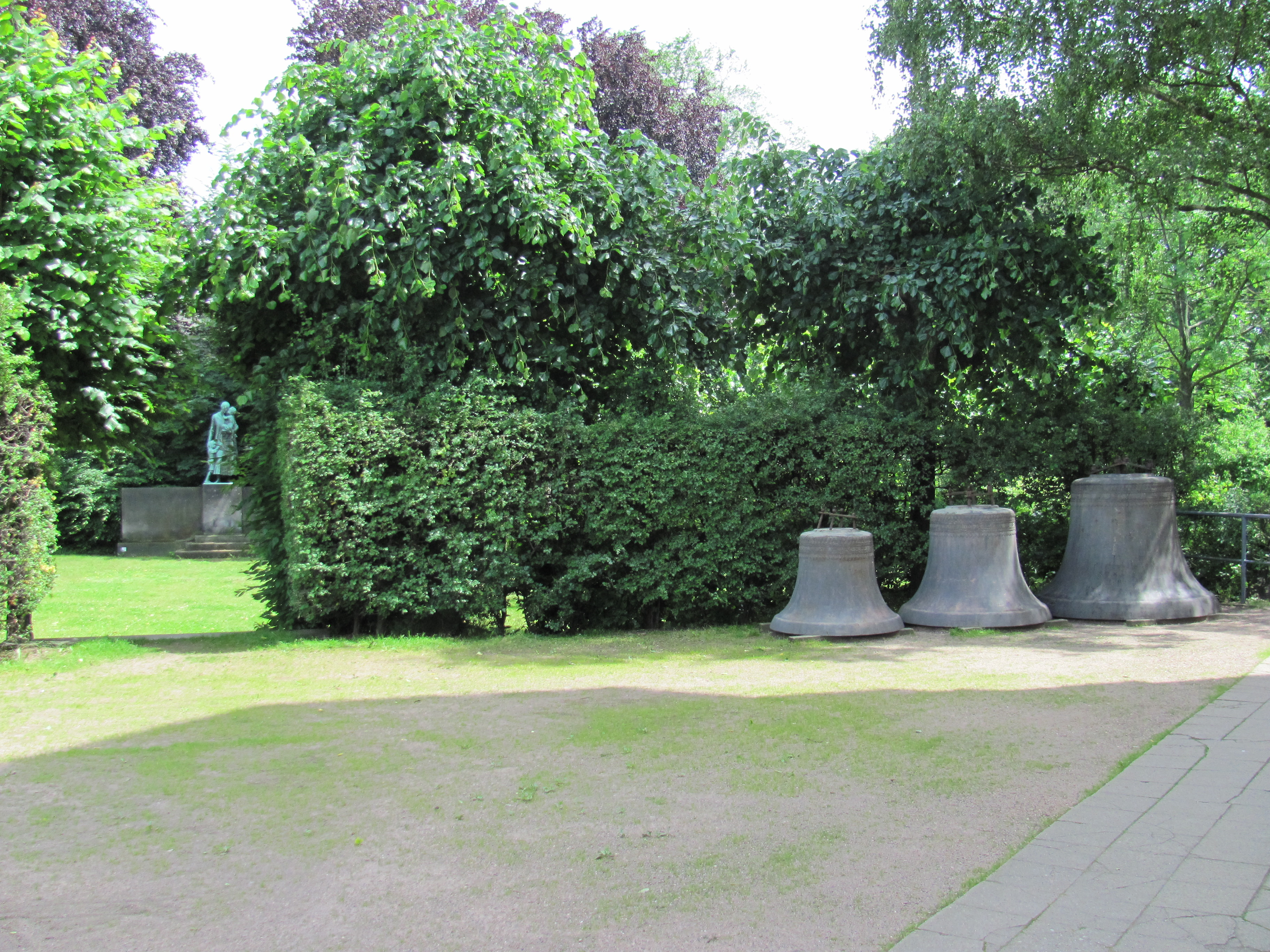
Auf dem Vorplatz aufgestellte Vorgängerglocken, links Blick zum Ehrenhain

Das zweite Vorgängergeläut aus dem Jahr 1921 bestand aus drei Eisenhartgussglocken der Glockengießerei Schilling und Lattermann aus Apolda.
Die Eisenhartgussglocken hatten ein höheres Gewicht, daher musste der Glockenstuhl umgebaut und erweitert werden. Die Gesamtkosten betrugen 40.774,90 Mark. Die noch erhaltene kleine Bronzeglocke wurde an die Kirchgemeinde Fremdiswalde mit einem Erlös von 15.640,20 Mark verkauft. Am 11. Januar 1921 wurden die Glocken aus Apolda in Radebeul angeliefert. Bereits am Donnerstag, den 13. Januar 1921 sind die Glocken mit einem Festgottesdienst geweiht worden.
Im Folgenden eine Datenübersicht über das Geläut von 1921 bis 2008:
| Nr. | Gussdatum | Gießer                                   | Durchmesser | Masse   | Schlagton | Verbleib        |
| --- | --------- | ---------------------------------------- | ----------- | ------- | --------- | --------------- |
| 1   | 1921      | Glockengießerei Schilling und Lattermann | 1874 mm     | 2725 kg | des′      | 2008 abgestellt |
| 2   | 1921      | Glockengießerei Schilling und Lattermann | 1470 mm     | 1283 kg | f′        | 2008 abgestellt |
| 3   | 1921      | Glockengießerei Schilling und Lattermann | 1222 mm     | 758 kg  | as′       | 2008 abgestellt |

### Heutiges Geläut
Am 4. Oktober 2007 stellte man nach gründlicher Prüfung größere Mängel und dringende Reparaturen an Glockenstuhl und Glocken fest. Eine mögliche Lösung zur Schadensbehebung war eine Neuanschaffung des Geläuts. Mit Spendenmitteln und Fördergeldern konnten drei neue Bronzeglocken und ein hölzerner Glockenstuhl als sinnvolle, finanziell günstige und langlebige Alternative finanziert werden. Im Jahr 2008 schaffte sich die Kirche neue Bronzeglocken an. Alle wurden in Lauchhammer gegossen. Am 31. Oktober 2008 fand die feierliche Weihe des neuen Geläuts statt. Alle Glocken haben am Glockenhals die Inschrift: + Lutherkirche + zu + Radebeul + A.D.2008 +.
Im Folgenden eine Datenübersicht des Geläutes von 2008:
| Nr. | Funktion     | Name                    | Gussdatum | Gießer                      | Durchmesser | Masse   | Schlagton | Inschrift am Glockenhals                                                                                       |
| --- | ------------ | ----------------------- | --------- | --------------------------- | ----------- | ------- | --------- | --- |
| 1   | Festglocke   | Lutherglocke            | 2008      | Glockengießerei Lauchhammer | 1410 mm     | 1650 kg | des′+2,5  | Ehre sei Gott in der Höhe, und Friede auf Erden, und den Menschen ein Wohlgefallen. Luk.2,14.                  |
| 2   | Gebetsglocke | Stadt- und Winzerglocke | 2008      | Glockengießerei Lauchhammer | 948 mm      | 2650 kg | f′-0,5    | Christus ist die Auferstehung und das Leben, wer an ihn glaubt, der wird leben, ob er gleich stürbe. Joh.11,25 |
| 3   | Taufglocke   | Kinderglocke            | 2008      | Glockengießerei Lauchhammer | 1020 mm     | 660 kg  | as′+2     | Allen Kindern der Welt. Ich habe dich bei deinen Namen gerufen. Jes.43,1                                       |

### Turmuhr

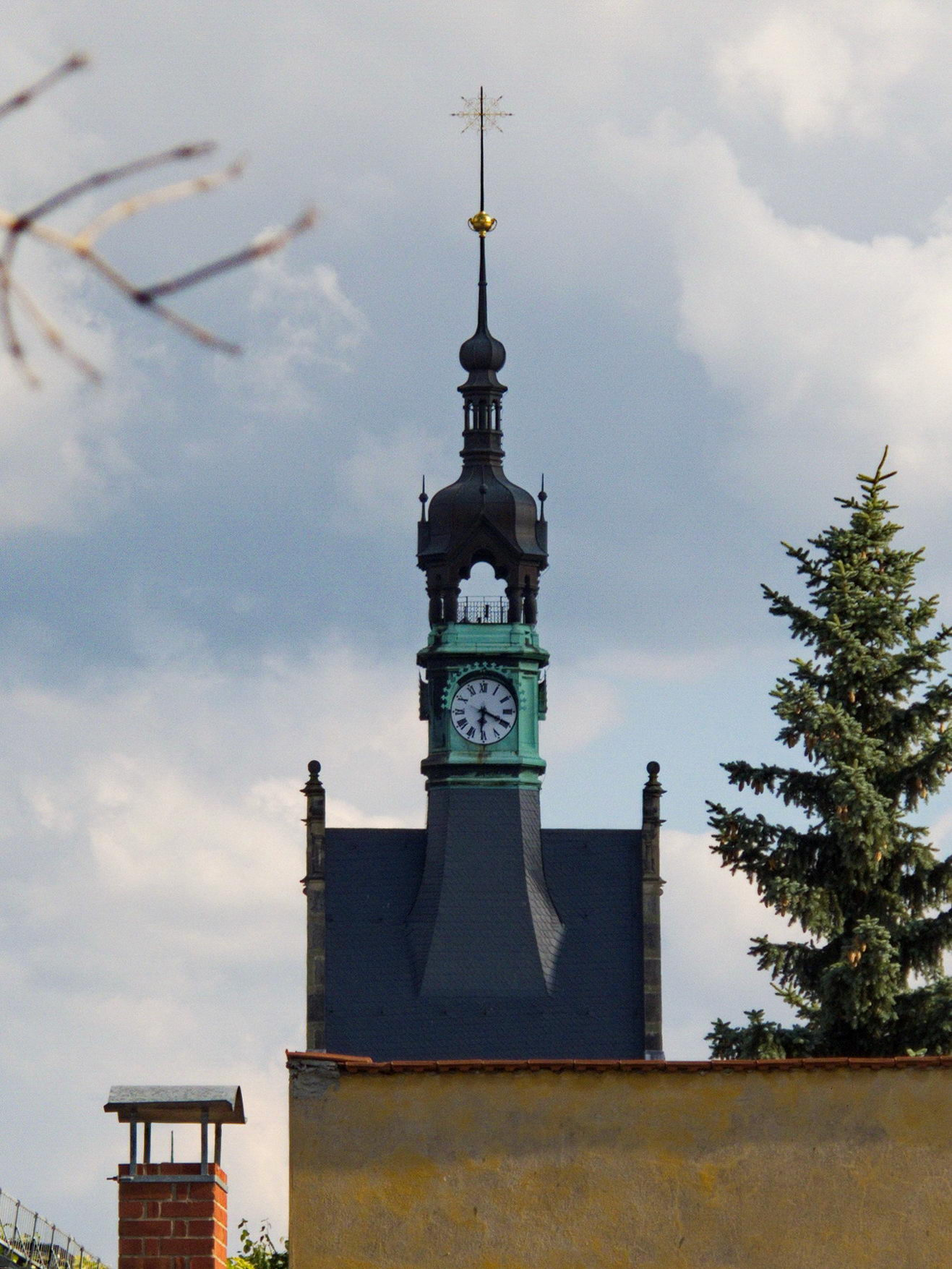
Turmuhr

Der 68 m hohe Kirchturm beherbergt die Turmuhr Nr. 116 des Lommatzscher Turmuhrenbauers Moritz Bassler aus dem Jahr 1892. Die Auslösung des Viertelstundenschlages erfolgt vom Gehwerk, die des Stundenschlages vom Viertelstundenschlagwerk jeweils stündlich. Die Kraftübertragung wird von zwei Hebeln mit Gewindestangen über Drahtzüge und Winkelhebel zu den Schlaghämmern der Glocken realisiert.

## Ehrenhain
Östlich des Kirchplatzes (links von der Meißner Straße aus) steht auf einer kleinen quadratischen Grünanlage, die seit Mitte der 2000er Jahre Ehrenhain genannt wird (zuvor hieß die Anlage Heldenhain), ein Kriegerdenkmal für die Gefallenen des Ersten Weltkriegs. Die am 22. Mai 1927 eingeweihte Figurengruppe, bestehend aus einer Witwe mit zwei Kindern, steht auf einem Postament.

„Ihr Blick ist nach unten gerichtet, die Mundwinkel hängen, ihre Augen scheinen ausdruckslos. Das Kind auf dem Arm drückt sich ans Gesicht der Mutter, ein zweites klammert sich an ihrem Bein fest. Trauer, Schmerz und Ungewissheit sprechen aus diesem Bild. Das macht das Gefallenendenkmal neben der Radebeuler Lutherkirche besonders.“

Der von Grünspan überzogene Bronzeguss wurde von dem Bildhauer Georg Wrba geschaffen, der Gesamtentwurf stammt von dem Architekten Emil Högg. Das Postament aus Sandstein trägt zweizeilig die Inschrift 

„DIE TRAUERNDE HEIMAT/1914–1918“

 seitlich stehen zwei Sandsteintafeln mit den Namen der Gefallenen der Alt-Gemeinde Radebeul.
Der Ehrenhain ist als Gartendenkmal („Hain in Form eines Baumrasters“) innerhalb der Außenanlagen der Lutherkirche ebenfalls als Kulturdenkmal eingestuft.

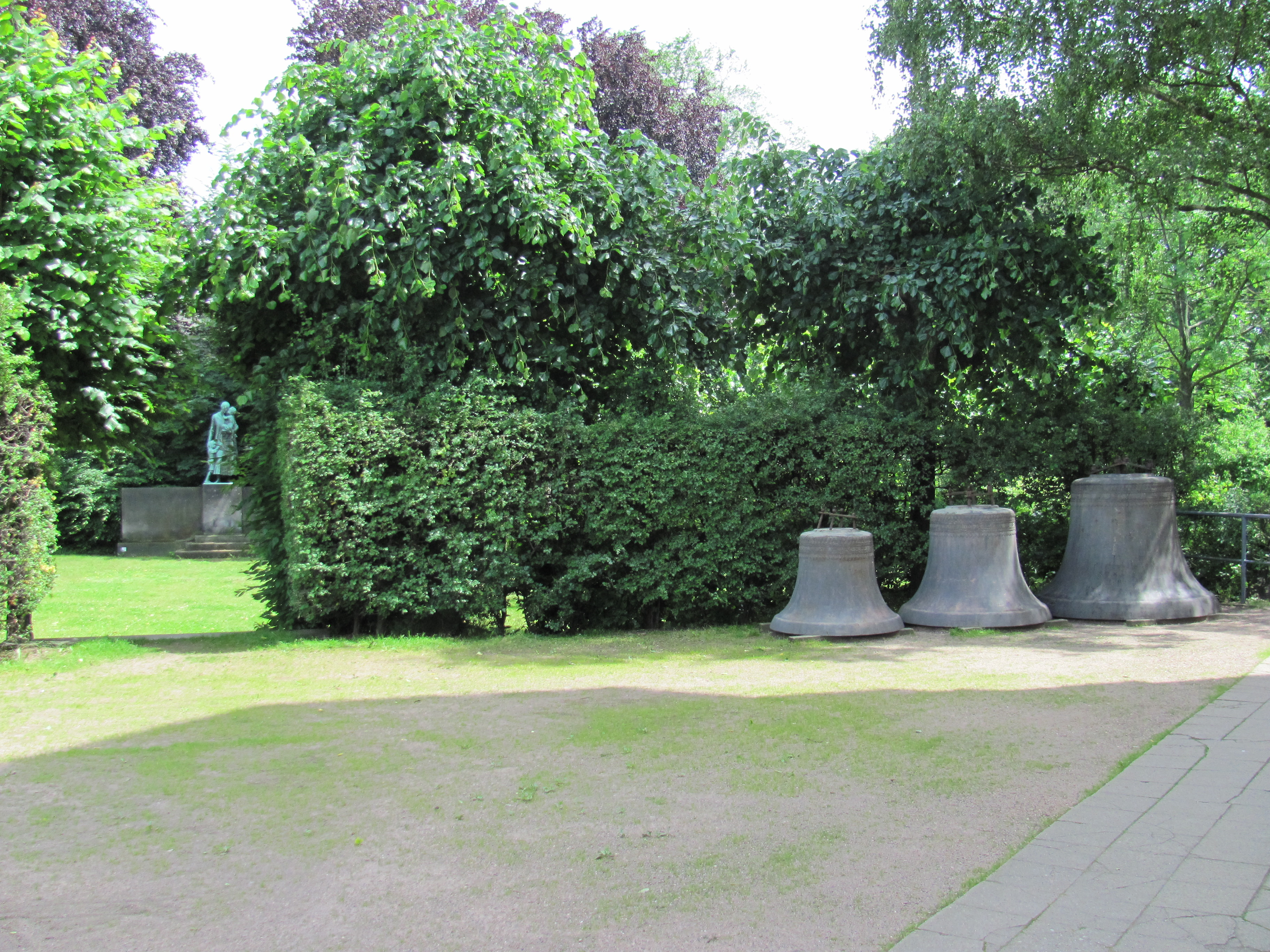
Ehrenhain hinter der Hecke, vom Vorplatz aus
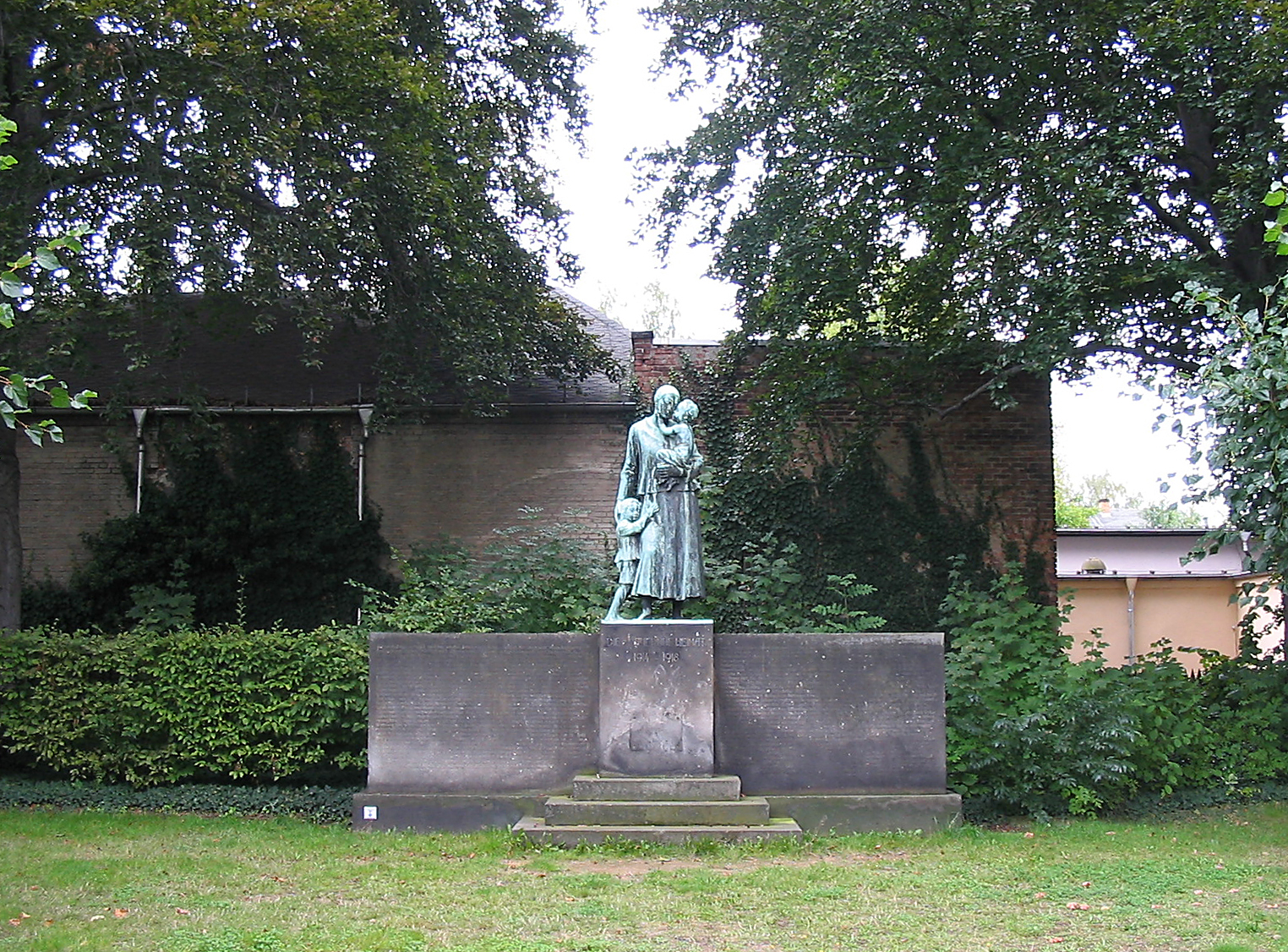
Kriegerdenkmal bei der Lutherkirche
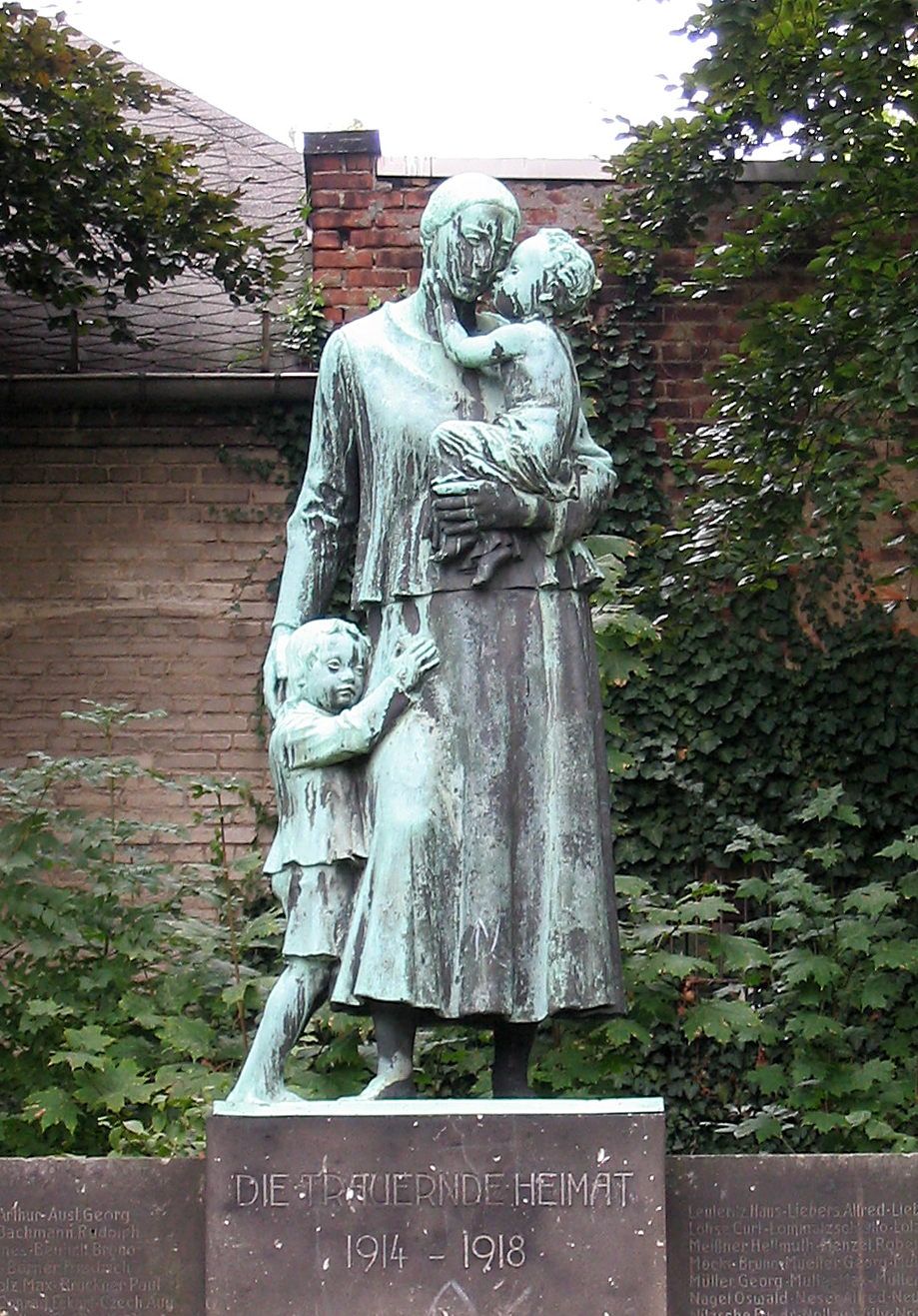
Kriegerdenkmal bei der Lutherkirche, Figurengruppe
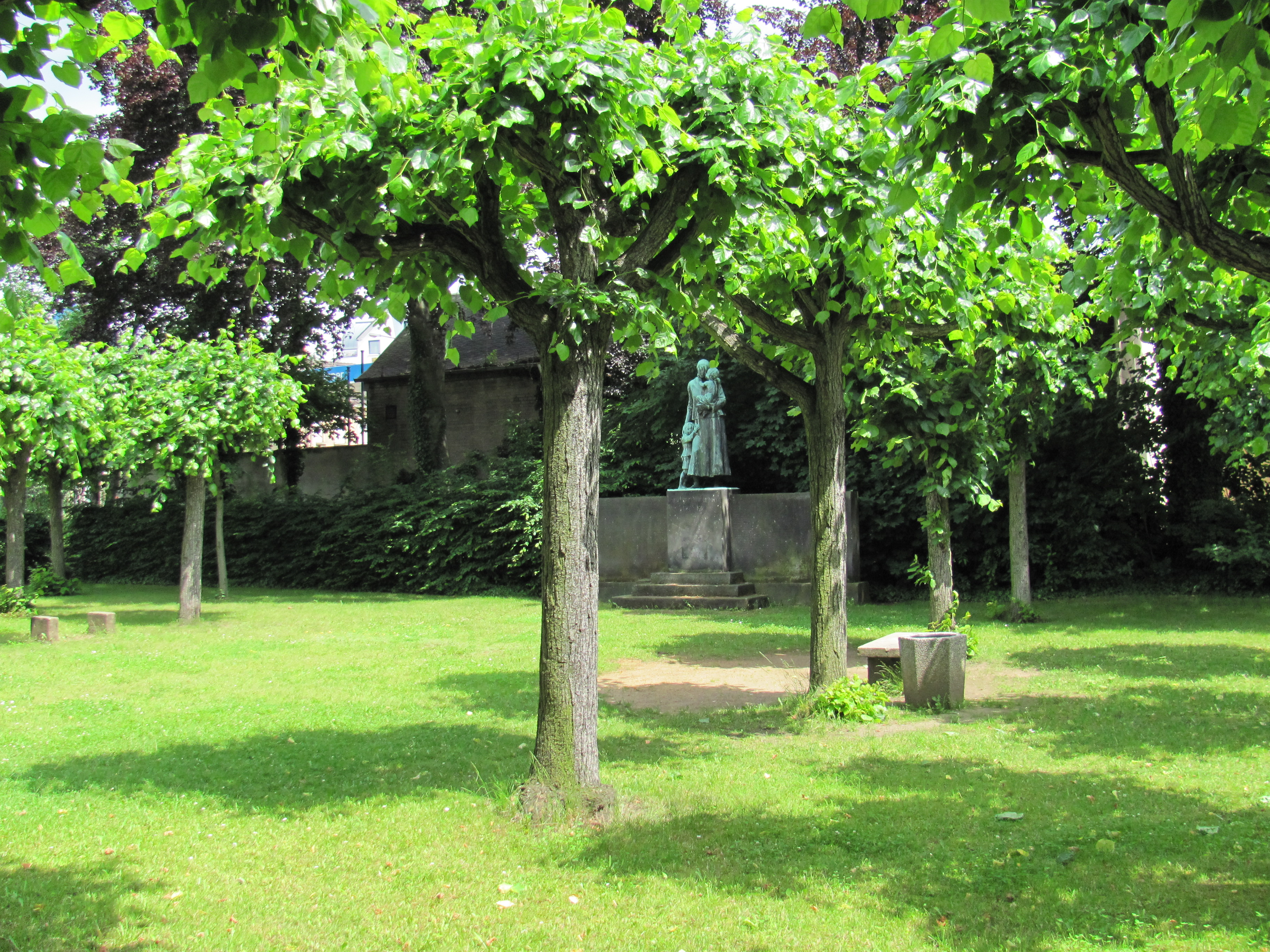
Kriegerdenkmal inmitten des Baumrasters
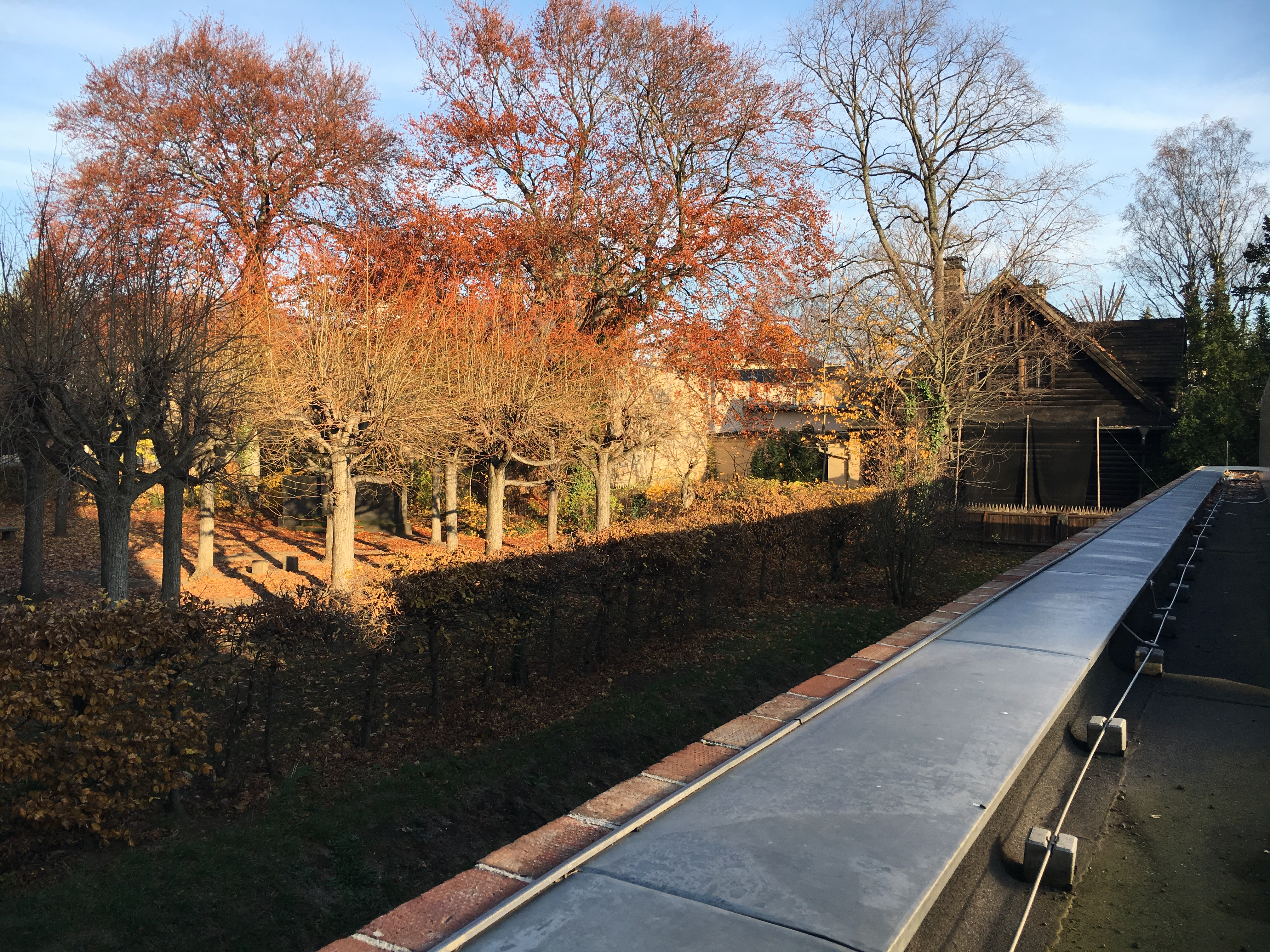
Winterlicher Hain, hinten Villa Bärenfett

## Pfarrhaus

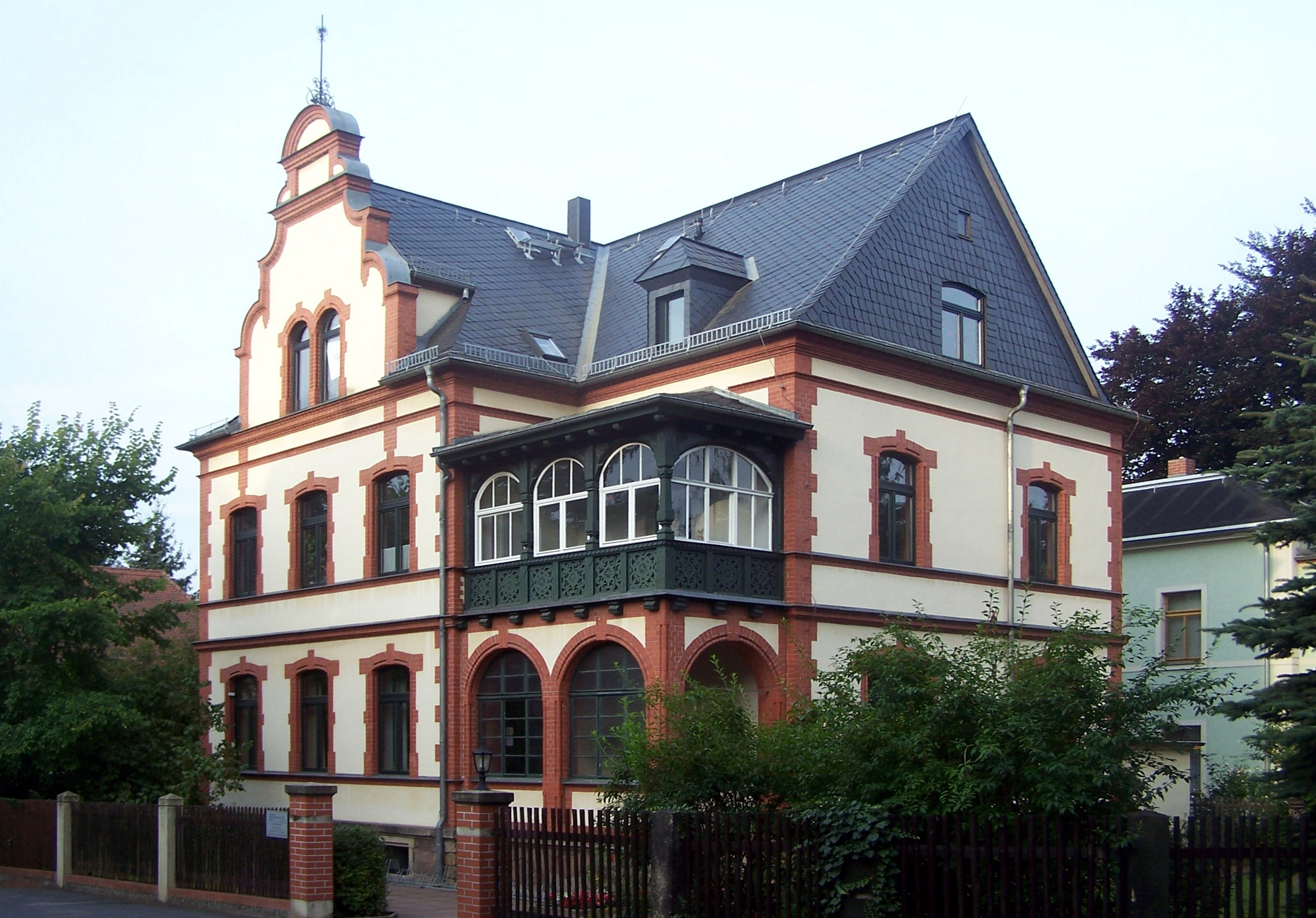
Pfarrhaus der Lutherkirche

Das heute unter Kirchplatz 2 angesprochene, ebenfalls denkmalgeschützte (alte) Gemeinde- oder Pfarrhaus hatte lange die Adresse Karl-May-Straße 11. Es wurde ebenfalls durch Schilling & Graebner im Jahr 1891 errichtet. Der Putzbau ist zweigeschossig und hat ein Satteldach mit einem hohen Staffelgiebel in der östlichen Ansicht. Nach Norden steht ein Seitenflügel mit Satteldach, vor diesem findet sich eine zweigeschossige Veranda. Die Fassaden werden durch Ziegelsteingliederungen aufgelockert.

## Neues Gemeindehaus

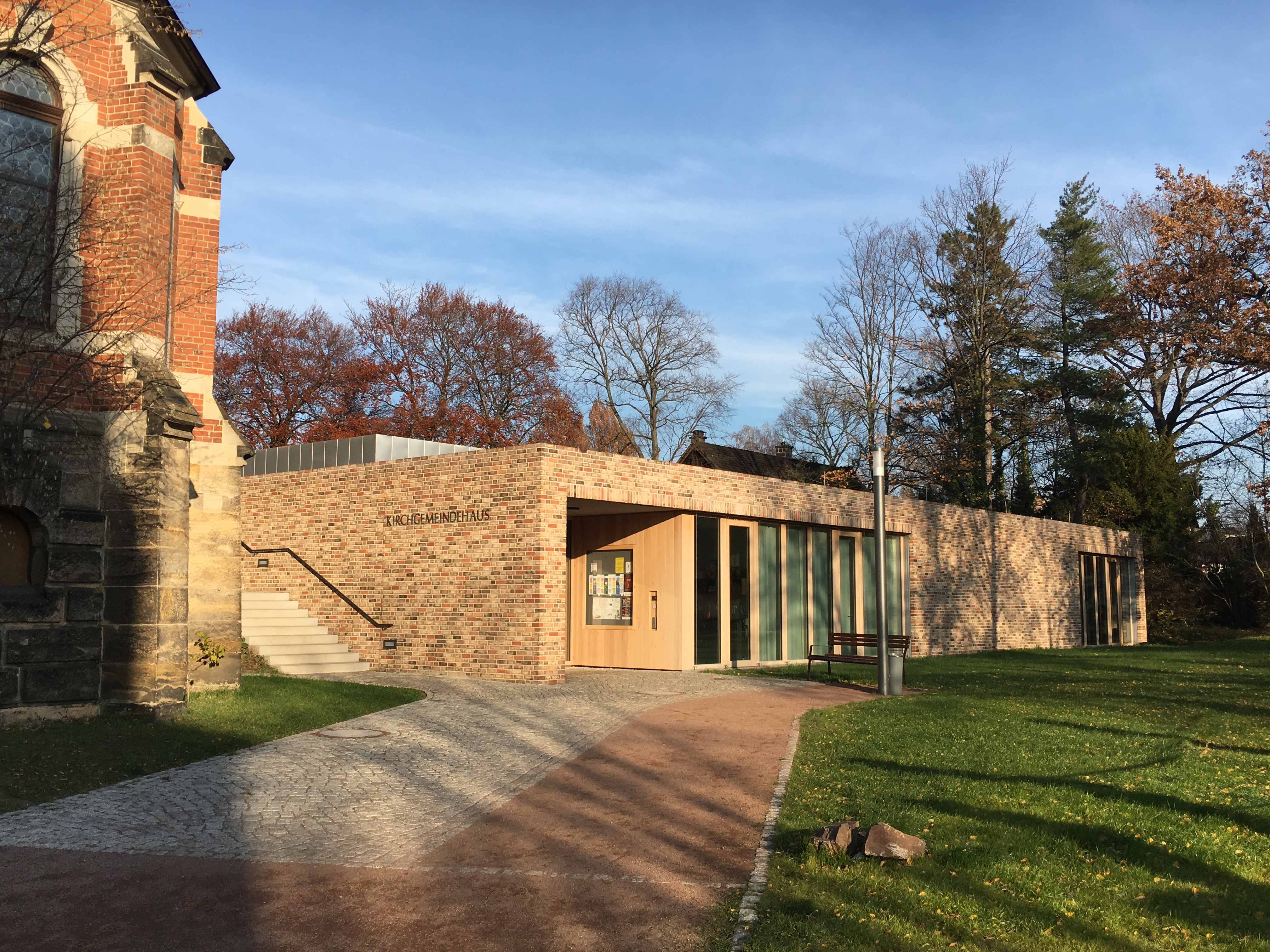
Neues Gemeindehaus der Lutherkirche, von der Karl-May-Straßenseite aus

Die Kirchgemeinde errichtete sich 2018 ein neues Gemeindehaus, das von der Meißner Straße aus hinter den Ehrenhain platziert wurde und den Raum östlich zwischen Lutherkirche selbst und dem Garten des Karl-May-Museums füllt. Der eingeschossige Flachbau erhebt sich auf der tieferliegenden Karl-May-Straßenseite von dem dortigen Niveau des Kirchenunterbaus, wodurch er auf der höherliegenden Meißner-Straßen-Seite fast hinter der Hecke des Ehrenhains verschwindet.
Die Lutherkirchgemeinde wurde als Bauherrschaft im Jahr 2019 mit dem Radebeuler Bauherrenpreis in der Kategorie Neubau ausgezeichnet.

## Naturschutz
Die Kirche wurde am 9. Juni 2013 vom NABU mit der Plakette Lebensraum Kirchturm ausgezeichnet. Anlass war, dass nicht nur Turmfalken im östlichen Seitenturm (erfolgreich) brüten dürfen, sondern auch Mauersegler inzwischen mindestens zwei von vier Nistkästen auf der Turmostseite auf Höhe der Uhr in Anspruch genommen haben. Als weitere Maßnahmen wurde die Turmluke in die Laterne geöffnet, um als potentieller Zugang für Schleiereulen genutzt zu werden, und auch für Fledermäuse wurde eine kleinere Luke mit speziell zugeschnittener Zugangsmöglichkeit in einen kleineren Turmraum eröffnet.